# 千葉県立西部図書館
千葉県立西部図書館（ちばけんりつせいぶとしょかん）は、千葉県松戸市千駄堀657-7にある県立の公共図書館である。

## 概要
県内2番目に出来た県立図書館で、森のホール21、21世紀の森と広場等に隣接している。中央図書館が千葉県関係資料・児童図書、東部図書館が文学・歴史分野の資料をそれぞれ充実させているのに対し、自然科学・技術系資料を充実させている。児童資料は所蔵していない。
図書館からのインターネット閲覧、ノートパソコン等の持ち込みで無線LANによるネット接続も可能。
県立図書館を中央図書館1館に集約する計画があり、西部図書館は、松戸市への移譲も視野に協議が行われている。

## 沿革
- 1987年（昭和62年）
  - 4月1日 - 機関設置[2]。
  - 7月1日 - 開館[6]。
- 1992年（平成4年）10月 - 書庫棟増築[7]。
- 2001年（平成13年）7月 - 入館者300万人突破。
- 2007年（平成19年）4月 - 開館20周年記念事業実施。
- 2009年（平成21年）6月 - 入館者500万人突破。[8]

## 利用案内
開館時間
- 平日：9時 - 19時
- 土・日・祝日・休日：9時 - 17時

休館日
- 月曜日（その日が祝・休日にあたる場合はその翌日）
- 館内整理日（毎月第3金曜日、その日が祝・休日にあたる場合はその前日）
- 年末年始（12月28日 - 1月4日）
- 特別整理期間（1年を通じ10日以内）

貸出制限
千葉県内に在住・在勤・在学の者に限る。1人5冊まで貸出可能。（一般図書のみ。参考図書・雑誌・新聞などは貸出不可。）貸出期間は2週間まで（返却期限内であれば、1度だけ期限延長が可能）。返却は県立3館のどこでも可能。
隣接地域の公共図書館に比較し休館日が多いので（年間休館日数73日）、利用する際には開館日を確認する必要がある（参考：都立図書館の年間休館日数は約40日）。

### 立地
所在地
千葉県松戸市千駄堀657-7
交通
- 京成バス森のホール21公園中央口バス停留所で下車、徒歩約6分（経路案内）
- 京成松戸線八柱駅またはJR武蔵野線新八柱駅から徒歩約13分（経路案内）
- 京成松戸線常盤平駅北口から徒歩約14分（経路案内）

- 駐輪場・駐車場あり

## 所蔵資料
- 図書 
  - 参考図書、専門図書、洋書
- 新聞 
  - 国内発行の全国紙など
- 雑誌 
  - 学術誌、専門誌
- CD
  - クラシック音楽、民族音楽など
- LD 
  - 映画、オペラなど
- 録音図書 
  - 視覚障害者のためのテープ資料
- 地形図 
  - 国土地理院発行地形図
- マイクロフィルム
  - 新聞、官報など